# Hans Pilhs
Hans Pilhs (* 16. März 1903 in Tullnerbach bei Wien; † 1. März 1986 in Wien) war ein österreichischer Maler des Expressionismus. Er gehörte zur sogenannten „verlorenen Generation“ des Zwischenkriegs-Expressionismus.

## Künstlerischer Werdegang
| Jahr      | Ort                                          |
| --------- | -------------------------------------------- |
| 1924      | Theseustempel, Wien                          |
| 1933      | Glaspalast / Burggarten, Wien                |
| 1934      | Galerie Welz, Salzburg                       |
| 1934      | Neue Galerie, Wien                           |
| 1935      | Galerie Welz, Salzburg (mit Oskar Kokoschka) |
| 1935      | Galerie Welz, Salzburg (mit Oskar Kokoschka) |
| 1935      | Wiener Secession                             |
| 1938      | Wiener Kunstschau                            |
| 1950–1974 | Künstlerhaus Wien (mehrmals)                 |
| 1974/1975 | Galerie Herzog, Wien                         |
| 1975      | Galerie Baden                                |
| 1979      | Völkerkundemuseum, Wien                      |
| 1980      | Schlossgalerie Scharnstein                   |
| 1983      | Museum Niederösterreich                      |
| 1986      | Galerie Weihergut, Salzburg                  |

Hans Pilhs besuchte ab 1919 die Wiener Kunstgewerbeschule, die spätere Akademie der bildenden Künste Wien bei den Professoren Erich Mallina und Anton von Kenner. Entdeckt wurde er vom Kunsthändler Otto Kallir-Nirenstein, der ihm 1934 seine 100. Jubiläumsausstellung in seiner „Neuen Galerie“ in Wien widmete. Pilhs begab sich 1938 auf eine Studienreise nach Italien. 1941 wurde er zur Wehrmacht einberufen und kam 1945 in englische Kriegsgefangenschaft.
1954 und 1958 führten ihn Studienreisen nach Griechenland und Ägypten. Bilderzyklen entstanden 1962 in Tunesien, 1964 in Marokko und Spanien sowie 1966 in der Türkei.

## Öffentliche Sammlungen
- Österreichische Galerie Wien
- Albertina Wien
- Kulturamt der Stadt Wien
- Museum Niederösterreich